# Élisa de Vilmorin
Pour les articles homonymes, voir Bailly.
Jeanne Marie Élisa Bailly dite Élisa de Vilmorin, née en 1826 et morte en 1868, est une horticultrice et botaniste française de la Famille de Vilmorin. 
C'est la fille d'Etienne Bailly, maire de Château-Renard et conseiller général du Loiret de 1836 à 1848. C'est la petite-fille de Philippe-Xavier Leschevin de Précour (1771-1814), membre de plusieurs sociétés savantes et auteur de plusieurs ouvrages sur la France du début du XIXe siècle. Elle a épousé en 1842 Louis de Vilmorin (1816-1860), botaniste, petit-fils de Pierre Andrieux (1713-1779), grainetier et botaniste du roi Louis XV.
Autrice (non créditée) de la monographie sur les fraisiers du 9e volume de l'ouvrage "Le jardin fruitier du muséum" de Joseph Decaisne, elle a été la première femme à rejoindre la Société botanique de France, admise lors de la séance du 27 avril 1860, suivie de près par Victoire Lucile Maille (dite "Madame Ricard"), admise lors de la séance du 13 juillet 1860, soit six ans après la création de la Société. Elle fut par ailleurs membre fondatrice de la Société Scientifique d'Arcachon en 1866, ville où elle s'était retirée pour des raisons de santé.
Elle a décrit 141 taxons végétaux dont Petunia x hybrida, Bambusa falcata, plusieurs espèces de Paeonia, etc. L'abréviation « E.Vilm. » est utilisée pour l'indiquer comme autrice lorsque l'on cite un nom botanique.

## Pour approfondir